# 엽리

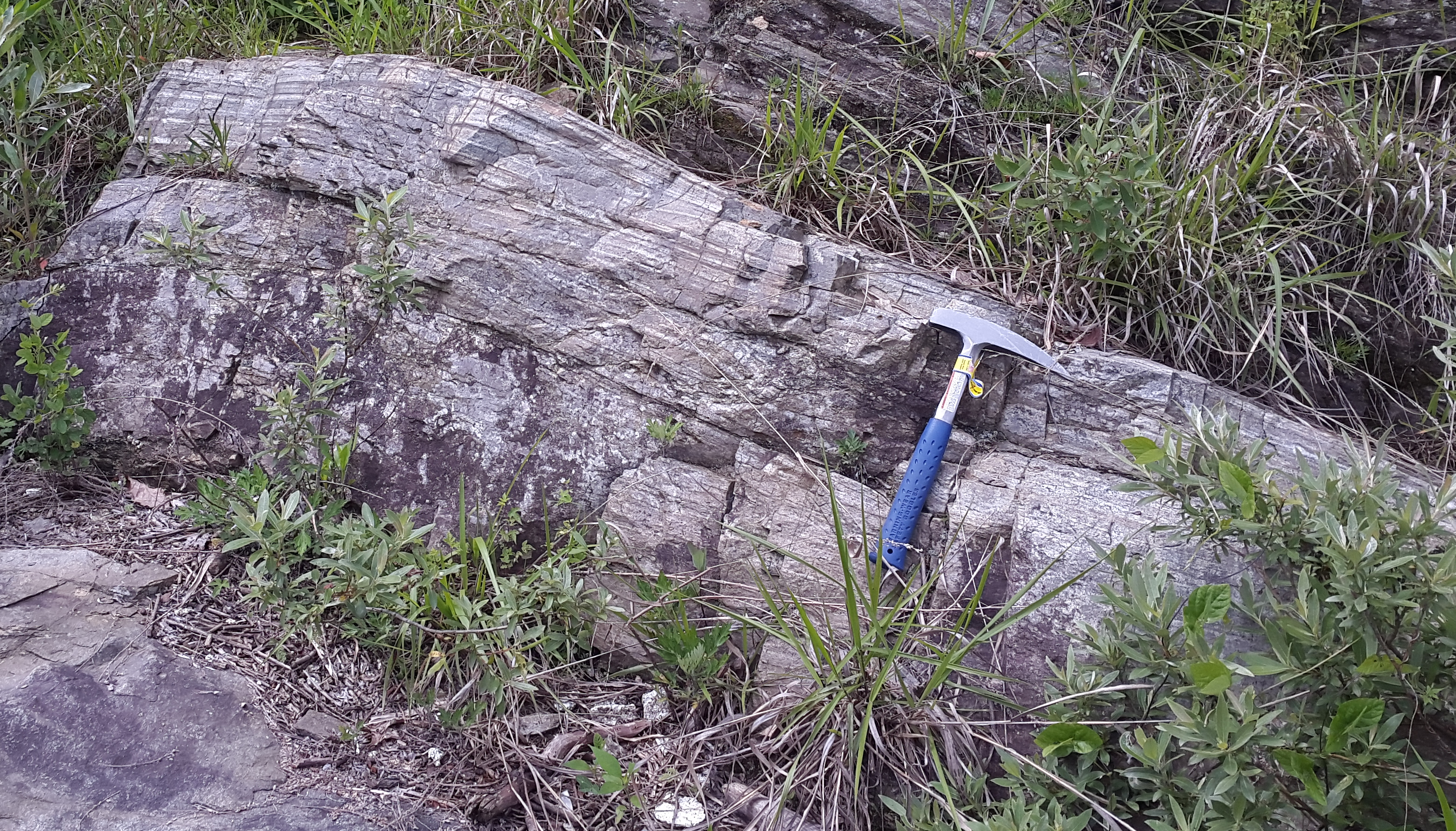
경기도 연천군의 편암. 엽리구조를 드러내고 있다.

엽리(葉理, foliation)는 변성암이나 변형암에서 나타나는 모든 반복되는 면 구조를 이르는 용어이다. 그 어원은 라틴어로 잎을 의미하는 folium에서 유래하였다. 흔히 변성이나 변형작용을 겪으며 생겨난 새로운 반복되는 면구조의 조직을 가리켜 엽리라고 하나, 실제 현장에서 어떠한 면구조를 보고 그것이 층리와 같은 1차구조의 잔재인지 변성·변형작용에 의해 만들어진 것인지는 바로 분별하기 어렵기 때문에 변성암에서 나타나는 모든 면구조를 엽리라고 하며, 층리·마그마의 누적구조에서 나타나는 면구조는 흔히 1차 엽리라 하여 변성·변형과정에 생성된 2차 엽리와 구별한다. 한편 2차 엽리는 응력변형의 산물인 구조적 엽리와 그렇지 않은 비구조적 엽리로 나눌 수 있다. 흔히 구조지질학에서는 엽리라는 용어를 구조적 엽리에 제한시키려는 경향이 있다. 이러한 여러 엽리들은 한 암체에 여러 차례 누적되여 발생할 수 있는데, 이에 대한 표기는 1930년대 오스트리아의 지질학자인 브루노 잔더(Bruno Sander)가 제창한 대로 Sn 의 번호를 붙여서 표기한다. 여기서 첨자 n은 절리의 상대적인 연령을 나타낸다. 1차 엽리는 S0으로 표기하며, 이후 몇 차례에 겹치는 엽리들은 S1, S2, ... , Sn-1, Sn으로 표기할 수 있다. 

## 엽리의 분별
엽리는 여러 가지 형태로 나타날 수 있다.
- 성분별 층상 분화 - 편마암에서 흔히 나타남.
- 층별로의 입자 크기 차이
- 평행한 벽개 등 불연속면의 반복적인 발달 - 점판암과 천매암에서 나타남.
- 변형된 입자의 배열 방향

## 엽리의 발생
1차 구조적 엽리는 퇴적층이 조산대의 전면부와 같은 수축하는 지구조적 응력에 노출될 때 나타나는데, 가장 먼저 압력용해에 의한 스타일롤라이트(stylolite)가 발생한다. 이러한 과정에서 광역적으로 방해석이나 석영의 용해가 일어나며 점토광물의 농집과 재배열을 유도한다. 이러한 과정에서 이차 벽개가 초기 퇴적암의 층리와 같이 충분히 두드러지게 되면 층리인 S0 면과 이차벽개 S1 면을 따라 길다란 막대 모양의 연필벽개(pencil cleavage)가 나타난다. 이는 응력장의 변화로 2개의 구조적 벽개가 나타나야 생성되는 것이다. 한편 구조적인 수축이 계속되면 더 많은 점토입자들이 석영이나 방해석의 압력용해로 인해 주응력 σ1에 대해 수직한 방향으로 재배열되기 시작한다. 그 결과 점판암이 형성되고 이는 점판벽개(slaty cleavage)를 나타낸다.
점점 변성정도가 높아져 녹색편암상 변성상의 영역에 들어갈 때는 점토광물이 소비되어 새로운 판상 규산염광물들이 생긴다. 새로운 운모광물들은 응력변형타원체의 Z축과 σ1 에 거의 수직으로 성장한다. 이 때 천매암의 천매벽개(phyllitic cleavage)가 형성된다. 이후 변성정도가 진행되어 편암으로 가면서 석류석, 남정석 등의 변성광물들이 생기고 이들을 운모류들이 덮으면서 엽리면은 평면이 아니라 울퉁불퉁한 형태로 되어 가는데, 편암의 이러한 엽리를 편리(schistosity)라고 한다. 편리에서는 점판벽개나 천매벽개와 달리 입자 굵기가 1 mm 이상으로 굵어 눈으로 분간할 수 있다.
더 높은 변성단계에서는 편마암이 되는데, 이 때 퇴적기원의 편마암은 규선석이나 흑운모를 풍부하게 포함하고 있는 박층들이 석류석이나 근청석, 정장석 등에 달라붙어버린다. 규장질 화성암을 모암으로 하는 편마암은 석영이나 정장석으로 된 타형변정질 조직이 이 타형변정들에 달라붙은 흑운모와 보통각섬석 박층들과 함께 불연속적인 면구조를 이루며 발달한다. 고철질 화성암을 모암으로 하는 경우에는 이러한 면구조들이 잘 발달하지 않으며 발달한다 해도 매우 미약하다. 이러한 편마암의 면구조인 편마엽리(gneissosity)는 편암보다 더 굵은 5 mm 이상의 입자들로 구성되어 있으며 특히 퇴적기원의 편마암에서는 두드러지는 우백질 - 우흑질의 구성입자별 층상 분리가 잘 나타나고 있다. 편마엽리의 두께는 수 mm부터 수 m에 이르기까지 다양하게 발생할 수 있다. 일부 편마엽리의 경우에는 변형과 재결정화 과정에서 길게 자란 석영이나 장석의 입상변정조직이 방향성을 가진 채로 나타날 수 있다.
더 높은 단계의 변성을 받는 중에 부분 용융되어 미그마타이트를 형성하는 경우에는 흔히 우백질과 우흑질이 층상으로 분리되는 모습을 나타내는데 이는 열수의 작용으로 인하여 분산되었다가 같은 화학성을 가진 광물들끼리 다시 결정화되여 발생한 것이다. 이것도 편마엽리와 같이 보통은 불규칙하나 어떤 경우에는 수 m에 이르는 반복적인 형태를 나타내기도 한다.
한편 이러한 구조엽리들은 추가적인 응력변형을 받는 등의 영향을 받을 수 있는데, 이 때는 엽리나 벽개 등이 이전의 것에 중복되어서 형성된다. 이러한 결과로 이전의 엽리들이 작은 습곡들이 연속적으로 이어져 있는 모습으로 나타난다. 이를 파랑벽개(crenulation cleavage)라고 부른다. 이 이름은 마치 미소습곡들이 톱날처럼 배열되어 있다고 해서 붙여진 이름인데, 이 센치미터보다 작은 미소습곡들은 흔히 대상파랑벽개(zonal crenulation cleavage)와 불연속파랑벽개(discrete crenulation cleavage)로 나뉜다. 대상파랑벽개에서는 이전의 엽리들이 연속적으로 이어지나 불연속파랑벽개에서는 석영-장석으로 이루어진 암체의 도메인과 판상 규산염광물 - 운모류로 이루어진 암체의 도메인 사이에 불연속면이 뚜렷하게 나타난다. 이 지점에서 역시 석영과 장석 등의 압력용해가 일어나 마치 운모들이 판상으로 이 불연속적인 미소습곡 사이에 배열된 것과 같은 형태를 보인다. 점진적으로 이 파랑벽개가 발달하면 결국 원래 엽리는 다 사라지고 천매벽개로 나타날 수 있다.

## 지질공학적인 관점
엽리를 가지고 있는 암석은 비등방적인 암석으로, 암석의 응집력을 이겨내고 단열이나 파열을 일으키기 위해서는 엽리면을 가로지르는 것보다 엽리면을 따라서 일으키는 것이 더욱 쉽다. 이러한 특성상 다수의 불연속면이 암체 내에 존재할 수 있기 때문에 이러한 문제는 터널 등의 구조물 축조에 있어서 중요하게 작용한다.

## 참고 서적
- R.H.Vernon, G.L.Clarke. 2008. Principles of Metamorphic Petrology, Cambridge University Press, ISBN 978-0-521-87178-5
- Haakon Fossen 저, 김영석 역. 2013, 구조지질학. 시그마프레스, ISBN 978-89-97927-98-2

## 같이 보기
- 습곡
- 암석 목록